# Liste des œuvres d'Heinrich Schütz
Cette liste des compositions d'Heinrich Schütz est dressée selon le catalogue SWV (Schütz-Werke-Verzeichnis), édité par le musicologue Werner Bittinger en 1960.

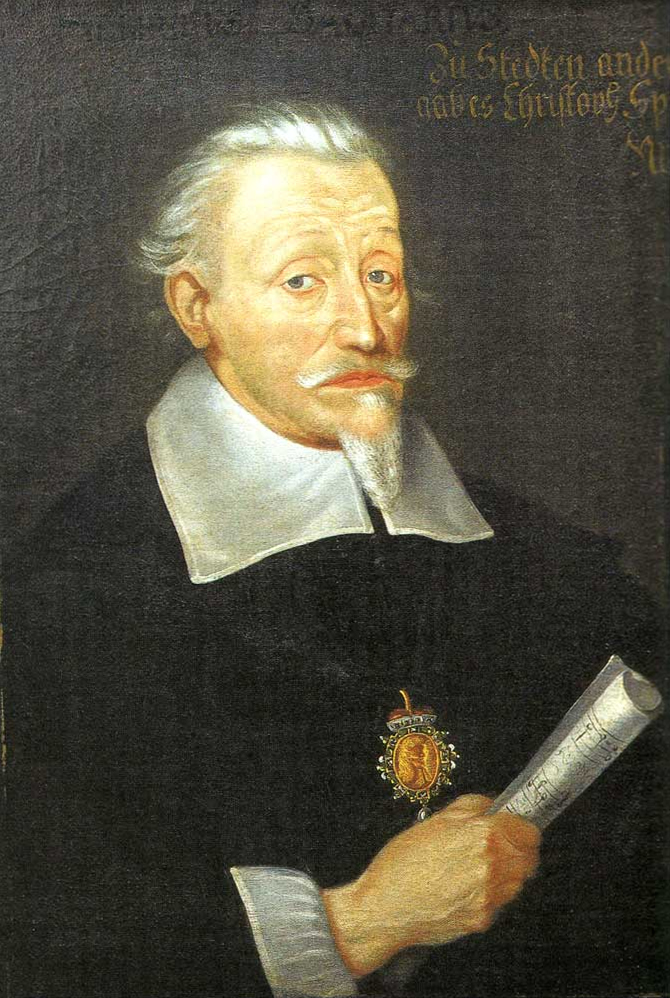
Heinrich Schütz, vers 1650 – 1660 (Leipzig), tableau de Christoph Spetner.

## Œuvres chorales

### Madrigaux italiens
publiés sous le titre Il primo libro de Madrigali
Opus 1 : Venise (1611), à 5 voix
- SWV 001 — O primavera
- SWV 002 — O dolcezze amarissime
- SWV 003 — Selve beate
- SWV 004 — Alma afflitta
- SWV 005 — Così morir debb'io
- SWV 006 — D'orrida selce alpina
- SWV 007 — Ride la primavera
- SWV 008 — Fuggi o mio core
- SWV 009 — Feritevi, ferite
- SWV 010 — Flamma ch'allacia
- SWV 011 — Quella damma son io
- SWV 012 — Mi saluta costei
- SWV 013 — Io moro, eccho ch'io moro
- SWV 014 — Sospir che del bel petto
- SWV 015 — Dunque addio
- SWV 016 — Tornate, o cari baci
- SWV 017 — Di marmo siete voi
- SWV 018 — Giunto è pur, Lidia
- SWV 019 — Vasto mar - madrigal dédié à son protecteur Maurice de Hesse-Cassel, landgrave de Hesse-Cassel, à 8 voix

### Concerts nuptiaux
- SWV 020 — Wohl dem, der ein tugendsam Weib hat, pour le mariage de Joseph Avenarius et Anna Dorothea Görlitz, Dresde, 21 avril 1618.
- SWV 021 — Haus und Güter erbet man von Eltern, pour le mariage de Michael Thomas et Anna Schultes, Leipzig, 15 juin 1618.

### Psalmen Davids
Sur un texte en allemand du Livre des Psaumes
Opus 2 : Dresde (1619)

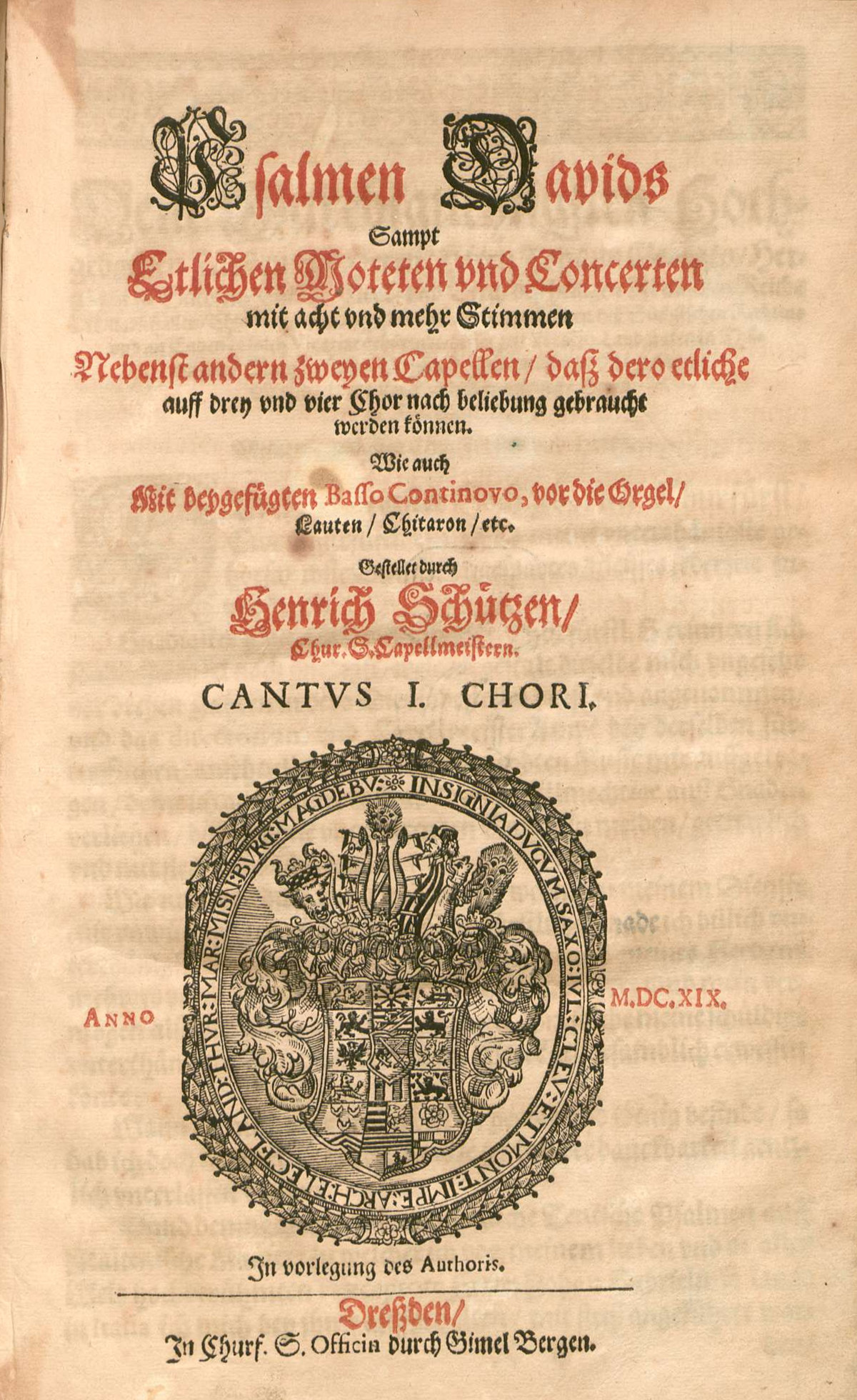
Frontispice de l'édition originale des Psalmen Davids

- SWV 022 — Der Herr sprach zu meinem Herren (Psaume 110)
- SWV 023 — Warum toben die Heiden (Psaume 2)
- SWV 024 — Ach, Herr, straf mich nicht (Psaume 6)
- SWV 025 — Aus der Tiefe (Psaume 130 (129))
- SWV 026 — Ich freu mich des (Psaume 122)
- SWV 027 — Herr, unser Herrscher (Psaume 8)
- SWV 028 — Wohl dem, der nicht wandelt (Psaume 1)
- SWV 029 — Wie lieblich sind deine Wohnungen (Psaume 84)
- SWV 030 — Wohl dem, der den Herren fürchtet (Psaume 128)
- SWV 031 — Ich hebe meine Augen auf (Psaume 121)
- SWV 032 — Danket dem Herren, denn er ist freundlich (Psaume 136)
- SWV 033 — Der Herr ist mein Hirt (Psaume 23)
- SWV 034 — Ich danke dem Herrn  (Psaume 111)
- SWV 035 — Singet dem Herrn ein neues Lied (Psaume 98)
- SWV 036 — Jauchzet dem Herren, alle Welt (Psaume 100)
- SWV 037 — An den Wassern zu Babel (Psaume 137)
- SWV 038 — Alleluja! Lobet den Herren (Psaume 150)
- SWV 039 — Lobe den Herren, meine Seele (Concert - Psaume 103)
- SWV 040 — Ist nicht Ephraim mein teurer Sohn (Motet)
- SWV 041 — Nun lob, mein Seel, den Herren (Canzon) sur l'hymne de Johann Gramann Nun lob, mein Seel, den Herren
- SWV 042 — Die mit Tränen säen (Motet - Psaume 126)
- SWV 043 — Nicht uns, Herr (Psaume 115)
- SWV 044 — Wohl dem, der den Herren fürchtet (Psaume 128)
- SWV 045 — Danket dem Herren, denn er ist freundlich (Psaume 136)
- SWV 046 — Zion spricht, der Herr hat mich verlassen (Concert)
- SWV 047 — Jauchzet dem Herren, alle Welt (Concert - Psaume 100)

### Psaume 133 (1619)
- SWV 048 — Siehe, wie fein und lieblich ist's (Psaume 133)

### Syncharma musicum
Breslau (1621)
- SWV 049 — En novus Elysiis - motet de cérémonie pour les serments d'allégeance de la noblesse de Silésie à Jean-Georges Ier de Saxe en tant que représentant de l'empereur Ferdinand.

### Die Auferstehung unsres Herren Jesu Christi
Opus 3 : Dresde (1623)
- SWV 050 — Auferstehungshistorie (Historia der Auferstehung Jesu Christi, Histoire de la Résurrection)

### Psaume 116 (1619)
Le Psaume 116 composé en 1619 par Schütz est l'une des seize œuvres similaires écrites par autant de compositeurs et commandées en 1616 par Burckhard Grossmann von Jena pour le recueil Angst der Hellen und Friede der Seelen, publié en 1623.
- SWV 051 — Das ist mir lieb

### Grimmige Gruft (1622-1623)
- SWV 052 — Kläglicher Abschied von der Churfürstlichen Grufft zu Freybergk - texte de Schütz, pour la mort de la duchesse Sophie de Brandebourg, le 7 décembre 1622, mère de Jean-Georges Ier de Saxe.

### Cantiones sacrae
Opus 4 : Freiberg (1625)
- SWV 053 — O bone, o dulcis, o benigne Jesu
- SWV 054 — Et ne despicias humiliter te petentem
- SWV 055 — Deus misereatur nostri, et benedicat nobis
- SWV 056 — Quid commisisti, o dulcissime puer?
- SWV 057 — Ego sum tui plaga doloris
- SWV 058 — Ego enim inique egi
- SWV 059 — Quo, nate Dei, quo tua descendit humilitas
- SWV 060 — Calicem salutaris accipiam
- SWV 061 — Verba mea auribus percipe, Domine
- SWV 062 — Quoniam ad te clamabo, Domine
- SWV 063 — Ego dormio, et cor meum vigilat
- SWV 064 — Vulnerasti cor meum, filia charissima
- SWV 065 — Heu mihi, Domine, quia peccavi nimis
- SWV 066 — In te, Domine, speravi
- SWV 067 — Dulcissime et benignissime Christe
- SWV 068 — Sicut Moses serpentem in deserto exaltabit
- SWV 069 — Spes mea, Christe Deus, hominum tu dolcis amator
- SWV 070 — Turbabor, sed non pertubabor
- SWV 071 — Ad Dominum cum tribularer clamavi
- SWV 072 — Quid detur tibi aut quid apponatur tibi
- SWV 073 — Aspice pater piissimum filium
- SWV 074 — Nonne hic est, mi Domine, innocens ille
- SWV 075 — Reduc, Domine Deus meus, oculos majestatis
- SWV 076 — Supereminet omnem scientiam, o bone Jesu
- SWV 077 — Pro hoc magno mysterio pietatis
- SWV 078 — Domine, non est exaltatum cor meum
- SWV 079 — Si non humiliter sentiebam
- SWV 080 — Speret Israel in Domino
- SWV 081 — Cantate Domino canticum novum
- SWV 082 — Inter brachia Salvatoris mei
- SWV 083 — Veni, rogo in cor meum
- SWV 084 — Ecce advocatus meus apud te, Deum patrem
- SWV 085 — Domine, ne in furore tuo arguas me
- SWV 086 — Quoniam non est in morte qui memor sit tui
- SWV 087 — Discedite a me omnes qui operamini
- SWV 088 — Oculi omnium in te sperant, Domine
- SWV 089 — Pater noster, qui es in cœlis
- SWV 090 — Domine Deus, pater cœlestis, benedic nobis
- SWV 091 — Confitemini Domino, quoniam ipse bonus
- SWV 092 — Pater noster: Repetatur ut supra
- SWV 093 — Gratias agimus tibi, Domine Deus Pater

### Aria: De vitae fugacitate (1625)
- SWV 094 — De vitae fugacitate "Ich hab mein Sach Gott heimgestellt" - pour la mort de Anna Maria Wildeck, belle-sœur de Schütz, décédée trois semaines avant la mort de Magdalena, l'épouse depuis six ans du compositeur.

### Ultima verba psalmi 23 (1625)
- SWV 095 — Ultima verba psalmi 23 - "Gutes und Barmherzigkeit" (Psaume 23, 1625), pour la mort de l'étudiant Jakob Schultes, frère de Anna Schultes dont le mariage est célébré par le motet SWV 21.

### Glück zu dem Helikon (1627)
- SWV 096 — Glück zu dem Helikon - en l'honneur du diplôme reçu par Johann Nauwach

### Becker Psalter
Opus 5 : Freiberg (1628) ; édition révisée, Dresde (1661)
- SWV 097 — Wer nicht sitzt im Gottlosen Rat (Psaume 1)
- SWV 098 — Was haben doch die Leut im Sinn (Psaume 2)
- SWV 099 — Ach wie groß ist der Feinde Rott (Psaume 3)
- SWV 100 — Erhör mich, wenn ich ruf zu dir (Psaume 4)
- SWV 101 — Herr, hör, was ich will bitten dich (Psaume 5)
- SWV 102 — Ach Herr mein Gott, straf mich doch nicht (Psaume 6)
- SWV 103 — Auf dich trau ich, mein Herr und Gott (Psaume 7)
- SWV 104 — Mit Dank wir sollen loben (Psaume 8)
- SWV 105 — Mit fröhlichem Gemüte (Psaume 9)
- SWV 106 — Wie meinst du's doch, ach Herr, mein Gott (Psaume 10)
- SWV 107 — Ich trau auf Gott, was soll's denn sein (Psaume 11)
- SWV 108 — Ach Gott, von Himmel sieh darein (Psaume 12)
- SWV 109 — Ach Herr, wie lang willst du denn noch (Psaume 13)
- SWV 110 — Es spricht der Unweisen Mund wohl (Psaume 14)
- SWV 111 — Wer wird, Herr, in der Hütten dein (Psaume 15)
- SWV 112 — Bewahr mich, Gott, ich trau auf dich (Psaume 16)
- SWV 113 — Herr Gott, erhör die Grechtigkeit (Psaume 17)
- SWV 114 — Ich lieb dich, Herr, von Herzen sehr (Psaume 18)
- SWV 115 — Die Himmel, Herr, preisen Dein göttliche Macht und Ehr (Psaume 19)
- SWV 116 — Der Herr erhört dich in der Not (Psaume 20)
- SWV 117 — Hoch freuet sich der König (Psaume 21)
- SWV 118 — Mein Gott, mein Gott, ach Herr, mein Gott (Psaume 22, première partie)
- SWV 119 — Ich will verkündgen in der Gmein (Psaume 22, seconde partie)
- SWV 120 — Der Herr ist mein getreuer Hirt (Psaume 23)
- SWV 121 — Die Erd und was sich auf ihr regt (Psaume 24)
- SWV 122 — Nach dir verlangt mich (Psaume 25)
- SWV 123 — Herr, schaff mir Recht, nimm dich mein an (Psaume 26)
- SWV 124 — Mein Licht und Heil ist Gott der Herr (Psaume 27)
- SWV 125 — Ich ruf zu dir, Herr Gott, mein Hort (Psaume 28)
- SWV 126 — Bring Ehr und Preis dem Herren (Psaume 29)
- SWV 127 — Ich preis dich, Herr, zu aller Stund (Psaume 30)
- SWV 128 — In dich hab ich gehoffet, Herr (Psaume 31)
- SWV 129 — Der Mensch vor Gott wohl selig ist (Psaume 32)
- SWV 130 — Freut euch des Herrn, ihr Christen all (Psaume 33)
- SWV 131 — Ich will bei meinem Leben Rühmen den Herren mein (Psaume 34)
- SWV 132 — Herr, hader mit den Hadrern mein (Psaume 35)
- SWV 133 — Ich sag's von Grund meins Herzens frei (Psaume 36)
- SWV 134 — Erzürn dich nicht so sehre (Psaume 37)
- SWV 135 — Herr straf mich nicht in deinem Zorn (Psaume 38)
- SWV 136 — In meinem Herzen hab ich mir (Psaume 39)
- SWV 137 — Ich harrete des Herren (Psaume 40)
- SWV 138 — Wohl mag der sein ein selig Mann (Psaume 41)
- SWV 139 — Gleich wie ein Hirsch eilt mit Begier (Psaume 42)
- SWV 140 — Gott, führ mein Sach und richte mich (Psaume 43)
- SWV 141 — Wir haben, Herr, mit Fleiß gehört (Psaume 44)
- SWV 142 — Mein Herz dichtet ein Lied mit Fleiß (Psaume 45)
- SWV 143 — Ein feste Burg ist unser Gott (Psaume 46)
- SWV 144 — Frohlockt mit Freud, ihr Völker all (Psaume 47)
- SWV 145 — Groß ist der Herr und hoch gepreist (Psaume 48)
- SWV 146 — Hört zu ihr Völker in gemein (Psaume 49)
- SWV 147 — Gott unser Herr, mächtig durchs Wort (Psaume 50)
- SWV 148 — Erbarm dich mein, o Herre Gott (Psaume 51)
- SWV 149 — Was trotzst denn du, Tyrann, so hoch (Psaume 52)
- SWV 150 — Es spricht der Unweisen Mund wohl (Psaume 53)
- SWV 151 — Hilf mir, Gott, durch den Namen dein (Psaume 54)
- SWV 152 — Erhör mein Gbet, du treuer Gott (Psaume 55)
- SWV 153 — Herr Gott, erzeig mir Hülf und Gnad (Psaume 56)
- SWV 154 — Sei mir gnädig, o Gott, mein Herr (Psaume 57)
- SWV 155 — Wie nun, ihr Herren, seid ihr stumm (Psaume 58)
- SWV 156 — Hilf, Herre Gott, errette mich (Psaume 59)
- SWV 157 — Ach Gott, der du vor dieser Zeit (Psaume 60)
- SWV 158 — Gott, mein Geschrei erhöre (Psaume 61)
- SWV 159 — Mein Seel ist still in meinem Gott (Psaume 62)
- SWV 160 — O Gott, du mein getreuer Gott (Psaume 63)
- SWV 161 — Erhör mein Stimm, Herr, wenn ich klag (Psaume 64)
- SWV 162 — Gott, man lobt dich in der Still (Psaume 65)
- SWV 163 — Jauchzet Gott, alle Lande sehr (Psaume 66)
- SWV 164 — Es woll uns Gott genädig sein (Psaume 67), paraphrase de l'hymne Es woll uns Gott genädig sein de Martin Luther
- SWV 165 — Es steh Gott auf, daß seine Feind (Psaume 68)
- SWV 166 — Gott hilf mir, denn das Wasser dringt (Psaume 69)
- SWV 167 — Eil, Herr mein Gott, zu retten mich (Psaume 70)
- SWV 168 — Auf dich, Herr, trau ich alle Zeit (Psaume 71)
- SWV 169 — Gott, gib dem König auserkorn (Psaume 72)
- SWV 170 — Dennoch hat Israel zum Trost (Psaume 73)
- SWV 171 — Warum verstößt du uns so gar (Psaume 74)
- SWV 172 — Aus unsers Herzen Grunde (Psaume 75)
- SWV 173 — In Juda ist der Herr bekannt (Psaume 76)
- SWV 174 — Ich ruf zu Gott mit meiner Stimm (Psaume 77)
- SWV 175 — Hör, mein Volk, mein Gesetz und Weis (Psaume 78)
- SWV 176 — Ach Herr, es ist der Heiden Herr (Psaume 79)
- SWV 177 — Du Hirt Israel, höre uns (Psaume 80)
- SWV 178 — Singet mit Freuden unserm Gott (Psaume 81)
- SWV 179 — Merkt auf, die ihr an Gottes Statt (Psaume 82)
- SWV 180 — Gott, schweig du nicht so ganz und gar (Psaume 83)
- SWV 181 — Wie sehr lieblich und schöne sind doch die Wohnung dein (Psaume 84)
- SWV 182 — Herr, der du vormals gnädig warst (Psaume 85)
- SWV 183 — Herr, neig zu mir dein gnädigs Ohr (Psaume 86)
- SWV 184 — Fest ist gegründet Gottes Stadt (Psaume 87)
- SWV 185 — Herr Gott, mein Heiland, Nacht und Tag (Psaume 88)
- SWV 186 — Ich will von Gnade singen (Psaume 89, première partie)
- SWV 187 — Ach Gott, warum verstößt du nun (Psaume 89, seconde partie)
- SWV 188 — Herr Gott Vater im höchsten Thron (Psaume 90)
- SWV 189 — Wer sich des Höchsten Schirm vertraut (Psaume 91)
- SWV 190 — Es ist fürwahr ein köstlich Ding (Psaume 92)
- SWV 191 — Der Herr ist König herrlich schön (Psaume 93)
- SWV 192 — Gott, dem alle Rach heimfällt (Psaume 94)
- SWV 193 — Kommt herzu, laßt uns fröhlich sein (Psaume 95)
- SWV 194 — Singet dem Herrn ein neues Lied (Psaume 96)
- SWV 195 — Der Herr ist König überall (Psaume 97)
- SWV 196 — Singet dem Herrn ein neues Lied (Psaume 98)
- SWV 197 — Der Herr ist König und residiert (Psaume 99)
- SWV 198 — Jauchzet dem Herren, alle Welt (Psaume 100)
- SWV 199 — Von Gnad und Recht soll singen (Psaume 101)
- SWV 200 — Hör mein Gebet und laß zu dir (Psaume 102)
- SWV 201 — Nun lob, mein Seel, den Herren (Psaume 103)
- SWV 202 — Herr, dich lob die Seele mein (Psaume 104)
- SWV 203 — Danket dem Herren, lobt ihn frei (Psaume 105)
- SWV 204 — Danket dem Herrn, erzeigt ihm Ehr (Psaume 106)
- SWV 205 — Danket dem Herren, unserm Gott (Psaume 107)
- SWV 206 — Mit rechtem Ernst und fröhlichm Mut (Psaume 108)
- SWV 207 — Herr Gott, deß ich mich rühmte viel (Psaume 109)
- SWV 208 — Der Herr sprach zu meim Herren (Psaume 110)
- SWV 209 — Ich will von Herzen danken Gott dem Herren (Psaume 111)
- SWV 210 — Der ist fürwahr ein selig Mann (Psaume 112)
- SWV 211 — Lobet, ihr Knecht, den Herren (Psaume 113)
- SWV 212 — Als das Volk Israel auszog (Psaume 114)
- SWV 213 — Nicht uns, nicht uns, Herr, lieber Gott (Psaume 115)
- SWV 214 — Meim Herzen ist's ein große Freud (Psaume 116)
- SWV 215 — Lobt Gott mit Schall, ihr Heiden all (Psaume 117)
- SWV 216 — Laßt uns Gott, unserm Herren (Psaume 118)
- SWV 217 — Wohl denen, die da leben (Psaume 119, parties 1, 2)
- SWV 218 — Tu wohl, Herr, deinem Knechte (Psaume 119, parties 3, 4, 5)
- SWV 219 — Laß mir Gnad widerfahren (Psaume 119, parties 6, 7, 8)
- SWV 220 — Du trust viel Guts beweisen (Psaume 119, parties 9, 10, 11)
- SWV 221 — Dein Wort, Herr, nicht vergehet (Psaume 119, parties 12, 13, 14)
- SWV 222 — Ich haß die Flattergeister (Psaume 119, parties 15, 16, 17)
- SWV 223 — Dir gbührt allein die Ehre (Psaume 119, parties 18, 19, 20)
- SWV 224 — Fürsten sind meine Feinde (Psaume 119, parties 21, 22)
- SWV 225 — Ich ruf zu dir, mein Herr und Gott (Psaume 120)
- SWV 226 — Ich heb mein Augen sehnlich auf (Psaume 121)
- SWV 227 — Es ist ein Freud dem Herzen mein (Psaume 122)
- SWV 228 — Ich heb mein Augen auf zu dir (Psaume 123)
- SWV 229 — Wär Gott nicht mit uns diese Zeit (Psaume 124) sur l'hymne Wär Gott nicht mit uns diese Zeit de Martin Luther
- SWV 230 — Die nur vertraulich stellen (Psaume 125)
- SWV 231 — Wenn Gott einmal erlösen wird (Psaume 126)
- SWV 232 — Wo Gott zum Haus nicht gibt sein Gunst (Psaume 127)
- SWV 233 — Wohl dem, der in Gottesfurcht steht (Psaume 128)
- SWV 234 — Die Feind haben mich oft gedrängt (Psaume 129)
- SWV 235 — Aus tiefer Not schrei ich zu dir (Psaume 130) sur l'hymne Aus tiefer Not schrei ich zu dir de Martin Luther
- SWV 236 — Herr, mein Gemüt und Sinn du weißt (Psaume 131)
- SWV 237 — In Gnaden, Herr, wollst eindenk sein (Psaume 132)
- SWV 238 — Wie ist's so fein, lieblich und schön (Psaume 133)
- SWV 239 — Den Herren lobt mit Freuden (Psaume 134)
- SWV 240 — Lobt Gott von Herzengrunde (Psaume 135)
- SWV 241 — Danket dem Herren, gebt ihn Ehr (Psaume 136)
- SWV 242 — An Wasserflüssen Babylon (Psaume 137)
- SWV 243 — Aus meines Herzens Grunde (Psaume 138)
- SWV 244 — Herr, du erforschst mein Sinne (Psaume 139)
- SWV 245 — Von bösen Menschen rette mich (Psaume 140)
- SWV 246 — Herr, mein Gott, wenn ich ruf zu dir (Psaume 141)
- SWV 247 — Ich schrei zu meinem lieben Gott (Psaume 142)
- SWV 248 — Herr, mein Gebet erhör in Gnad (Psaume 143)
- SWV 249 — Gelobet sei der Herr, mein Hort (Psaume 144)
- SWV 250 — Ich will sehr hoch erhöhen dich (Psaume 145)
- SWV 251 — Mein Seel soll loben Gott den Herrn (Psaume 146)
- SWV 252 — Zu Lob und Ehr mit Freuden singt (Psaume 147)
- SWV 253 — Lobet, ihr Himmel, Gott den Herrn (Psaume 148)
- SWV 254 — Die heilige Gemeine (Psaume 149)
- SWV 255 — Lobt Gott in seinem Heiligtum (Psaume 150)
- SWV 256 — Responsorium

### Symphoniae sacrae I
Opus 6 : Venise (1629)
- SWV 257 — Paratum cor meum, Deus
- SWV 258 — Exultavit cor meum in Domino
- SWV 259 — In te, Domine, speravi
- SWV 260 — Cantabo domino in vita mea
- SWV 261 — Venite ad me omnes qui laboratis
- SWV 262 — Jubilate Deo omnis terra
- SWV 263 — Anima mea liquefacta est
- SWV 264 — Adjuro vos, filiae Jerusalem
- SWV 265 — O quam tu pulchra es, amica mea
- SWV 266 — Veni de Libano, veni, amica mea
- SWV 267 — Benedicam Dominum in omni tempore
- SWV 268 — Exquisivi Dominum et exaudivit me
- SWV 269 — Fili mi, Absalon
- SWV 270 — Attendite, popule meus
- SWV 271 — Domine, labia mea aperies
- SWV 272 — In lectulo per noctes
- SWV 273 — Invenerunt me costudes civitatis
- SWV 274 — Veni, dilecte mi, in hortum meum
- SWV 275 — Buccinate in neomenia tuba
- SWV 276 — Jubilate Deo in chordis

### Motet funèbre pour la mort deJohann Hermann Schein(1630)
- SWV 277 — Das ist je gewißlich wahr

### O der großen Wuntertaten (1633-1634)
- SWV 278 — O der großen Wuntertaten

### Musikalische Exequien
Opus 7 : Dresde (1636) pour les funérailles de Henri II, comte de Reuss-Gera
- SWV 279 — Nacket bin ich vom Mutterleib gekommen
- SWV 280 — Herr, wenn ich nur dich habe
- SWV 281 — Herr, nun lässest du deinen Diener in Friede fahren

### Erster Theil kleiner geistlichen Concerten
Opus 8 : Leipzig (1636) - Kleiner geistlichen Concerten (Petits Concerts spirituels)
- SWV 282 — Eile, mich, Gott, zu erretten, Herr, mir zu helfen
- SWV 283 — Bringt her dem Herren, ihr Gewaltigen
- SWV 284 — Ich danke dem Herrn von ganzem Herzen
- SWV 285 — O süßer, o freundlicher, o gütiger Herr Jesu Christe
- SWV 286 — Der Herr ist groß
- SWV 287 — O lieber Herre Gott
- SWV 288 — Ihr Heiligen, lobsinget dem Herren
- SWV 289 — Erhöre mich, wenn ich rufe
- SWV 290 — Wohl dem, der nicht wandelt im Rat der Gottlosen
- SWV 291 — Schaffe in mir, Gott, ein reines Herz
- SWV 292 — Der Herr schauet vom Himmel
- SWV 293 — Lobet den Herren, der zu Zion wohnet
- SWV 294 — Eins bitte ich vom Herren
- SWV 295 — O hilf, Christe, Gottes Sohn
- SWV 296 — Fürchte dich nicht
- SWV 297 — O Herr hilf
- SWV 298 — Das Blut Jesu Christi
- SWV 299 — Die Gottseligkeit
- SWV 300 — Himmel und Erde vergehen
- SWV 301 — Nun komm, der Heiden Heiland
- SWV 302 — Ein Kind ist uns geboren
- SWV 303 — Wir gläuben all an einen Gott
- SWV 304 — Siehe, mein Fürsprecher ist im Himmel
- SWV 305 — Ich hab mein Sach Gott heimgestellt

### Kleine Geistliche Konzerte II
Opus 9 : Leipzig (1639)
- SWV 306 — Ich will den Herren loben allezeit
- SWV 307 — Was hast du verwirket
- SWV 308 — O Jesu, nomen dulce
- SWV 309 — O misericordissime Jesu
- SWV 310 — Ich liege und schlafe
- SWV 311 — Habe deine Lust an dem Herren
- SWV 312 — Herr, ich hoffe darauf
- SWV 313 — Bone Jesu, verbum Patris
- SWV 314 — Verbum caro factum est
- SWV 315 — Hodie Christus natus est
- SWV 316 — Quando se clandunt lumina
- SWV 317 — Meister, wir haben die ganze Nacht gearbeitet
- SWV 318 — Die Furcht des Herren ist der Weisheit Anfang
- SWV 319 — Ich beuge meine Knie
- SWV 320 — Ich bin jung gewesen und bin alt worden
- SWV 321 — Herr, wenn ich nur dich habe
- SWV 322 — Rorate coeli desuper
- SWV 323 — Joseph, du Sohn David
- SWV 324 — Ich bin die Auferstehung
- SWV 325 — Die Seele Christi heilige mich
- SWV 326 — Te Christe supplex in voco
- SWV 327 — Allein Gott in der Höh sei Ehr
- SWV 328 — Veni, sancte Spiritus
- SWV 329 — Ist Gott für uns
- SWV 330 — Wer will uns scheiden von der Liebe Gottes?
- SWV 331 — Die Stimm des Herren geht auf den Wassern
- SWV 332 — Jubilate Deo omnis terra
- SWV 333 — Sei gegrüßet, Maria
- SWV 334 — Ave, Maria
- SWV 335 — Was betrübst du dich, meine Seele
- SWV 336 — Quemadmodum desiderat
- SWV 337 — Aufer immensam, Deus, aufer iram

### Teutoniam dudum (1621)
Breslau (1621), Leipzig, publié en 1641
- SWV 338 — Teutoniam dudum belli atra pericla molestant. Zur Huldigung der schlesischen Stände. - Probablement pour les serments d'allégeance à Jean-Georges Ier de Saxe. (La seconde version, SWV338:2, propose un texte en latin sur la même musique.)

### Ich beschwöre euch (1638)
Leipzig (publié en 1641)
- SWV 339 — Ich beschwöre euch, ihr Töchter zu Jerusalem (Dialogus)

### O du allersüßester und liebster Herr Jesu
Leipzig (1646)
- SWV 340 — O du allersüßester und liebster Herr Jesu

### Symphoniae sacrae II
Opus 10 : Dresde (1647)
- SWV 341 — Mein Herz ist bereit, Gott, mein Herz ist bereit
- SWV 342 — Singet dem Herren ein neues Lied
- SWV 343 — Herr, unser Herrscher, wie herrlich ist dein Nam
- SWV 344 — Meine Seele erhebt den Herren (Magnificat)
- SWV 345 — Der Herr ist meine Stärke
- SWV 346 — Ich werde nicht sterben
- SWV 347 — Ich danke dir, Herr, von ganzem Herzen
- SWV 348 — Herzlich lieb hab ich dich, o Herr, sur l'hymne Herzlich lieb hab ich dich, o Herr de Martin Schalling le jeune
- SWV 349 — Frohlocket mit Händen
- SWV 350 — Lobet den Herrn in seinem Heiligtum
- SWV 351 — Hütet euch, daß eure Herzen nicht beschweret werden
- SWV 352 — Herr, nun lässest du deinen Diener im Friede fahren
- SWV 353 — Was betrübst du dich, meine Seele
- SWV 354 — Verleih uns Frieden genädiglich
- SWV 355 — Gib unsern Fürsten und aller Obrigkeit
- SWV 356 — Es steh Gott auf
- SWV 357 — Wie ein Rubin in feinem Golde leuchtet
- SWV 358 — Iß dein Brot mit Freuden
- SWV 359 — Der Herr ist mein Licht und mein Heil
- SWV 360 — Zweierlei bitte ich, von dir, Herr
- SWV 361 — Herr, neige deine Himmel und fahr herab
- SWV 362 — Von Aufgang der Sonnen
- SWV 363 — Lobet den Herrn, alle Heiden
- SWV 364 — Die so ihr den Herren fürchtet
- SWV 365 — Drei schöne Dinge seind
- SWV 366 — Von Gott will ich nicht lassen
- SWV 367 — Freuet euch des Herren, ihr Gerechten

### Aria: Danklied
- SWV 368 — Fürstliche Gnade zu Wasser und zu Lande 1647 Danck-Lied. Für die hocherwiesene Fürstl. Gnade in Weimar. Texte de Christian Timotheus Dufft, pour l'anniversaire de Eleonora, épouse de Guillaume de Saxe-Weimar (1598-1662) ; avec la musique perdue d'un ballet.

### Geistliche Chormusik
Opus 11 : Dresde (1648)

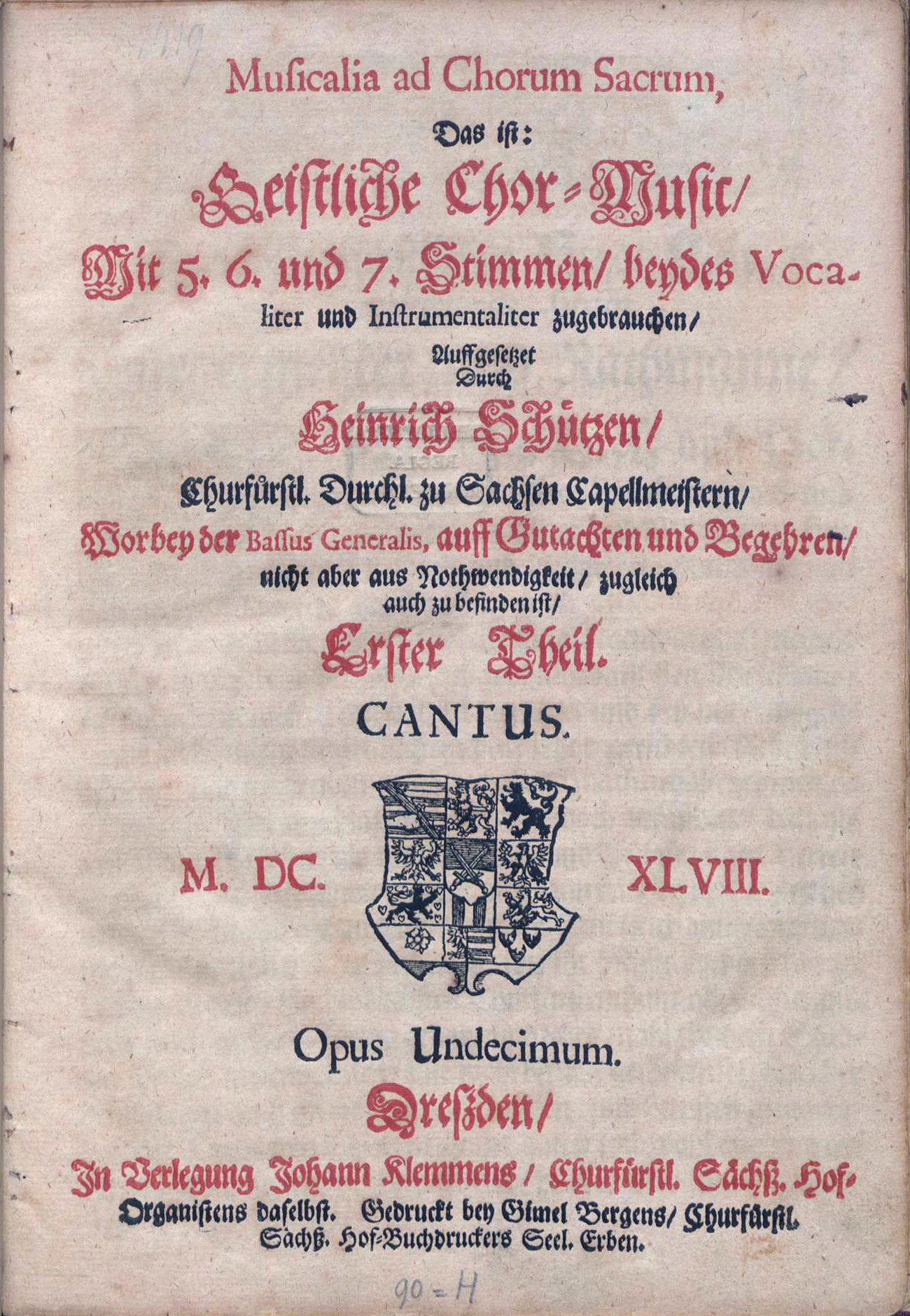
Frontispice du Geistliche Chor-Music

- SWV 369 — Es wird das Scepter von Juda nicht entwendet werden
- SWV 370 — Er wird sein Kleid in Wein waschen
- SWV 371 — Es ist erschienen die heilsame Gnade Gottes allen Menschen
- SWV 372 — Verleih uns Frieden genädiglich
- SWV 373 — Gib unserm Fürsten und aller Obrigkeit
- SWV 374 — Unser keiner lebet sich selber
- SWV 375 — Viel werden kommen von Morgen und von Abend
- SWV 376 — Sammelt zuvor das Unkraut
- SWV 377 — Herr, auf dich traue ich
- SWV 378 — Die mit Tränen säen werden mit Freuden ernten
- SWV 379 — So fahr ich hin zu Jesu Christ
- SWV 380 — Also hat Gott die Welt geliebt
- SWV 381 — O lieber Herre Gott
- SWV 382 — Tröstet, tröstet mein Volk
- SWV 383 — Ich bin eine rufende Stimme
- SWV 384 — Ein Kind ist uns geboren
- SWV 385 — Das Wort ward Fleisch
- SWV 386 — Die Himmel erzählen die Ehre Gottes
- SWV 387 — Herzlich lieb hab ich dich, o Herr
- SWV 388 — Das ist je gewißlich wahr
- SWV 389 — Ich bin ein rechter Weinstock
- SWV 390 — Unser Wandel ist im Himmel
- SWV 391 — Selig sind die Toten
- SWV 392 — Was mein Gott will, das g'scheh allzeit
- SWV 393 — Ich weiß, daß mein Erlöser lebt
- SWV 394 — Sehet an den Feigenbaum
- SWV 395 — Der Engel sprach zu den Hirten
- SWV 396 — Auf dem Gebirge hat man ein Geschrei gehöret
- SWV 397 — Du Schalksknecht

### Symphoniae sacrae III
Opus 12 : Dresde (1650)
- SWV 398 — Der Herr ist mein Hirt
- SWV 399 — Ich hebe meine Augen auf
- SWV 400 — Wo der Herr nicht das Haus bauet
- SWV 401 — Mein Sohn, warum hast du uns das getan (in dialogo)
- SWV 402 — O Herr hilf
- SWV 403 — Siehe, es erschien der Engel des Herren
- SWV 404 — Feget den alten Sauerteig aus
- SWV 405 — O süsser Jesu Christ
- SWV 406 — O Jesu süss, wer dein gedenkt (super Lilia convallium, Alexandri Grandis)
- SWV 407 — Lasset uns doch den Herren, unsern Gott, loben
- SWV 408 — Es ging ein Sämann aus zu säen
- SWV 409 — Seid barmherzig
- SWV 410 — Siehe, dieser wird gesetzt zu einem Fall
- SWV 411 — Vater unser, der du bist im Himmel
- SWV 412 — Siehe, wie fein und lieblich ist
- SWV 413 — Hütet euch, dass eure Herzen
- SWV 414 — Meister, wir wissen, dass du wahrhaftig bist
- SWV 415 — Saul, Saul, was verfolgst du mich
- SWV 416 — Herr, wie lang willt du mein so gar vergessen
- SWV 417 — Komm, heiliger Geist
- SWV 418 — Nun danket alle Gott

### Trauerlied
Dresde (1652)
- SWV 419 — O meine Seel, warum bist du betrübet (Trauer-Lied), pour la mort de Anna Margaretha Brehme, Dresde, 21 août 1652

### Zwölf geistliche Gesänge
Opus 13 : Dresde (1657)
- SWV 420 — Kyrie, Gott Vater in Ewigkeit (super Missam Fons bonitatis)
- SWV 421 — All Ehr und Lob soll Gottes sein (Das teutsche Gloria in excelsis)
- SWV 422 — Ich gläube an einen einigen Gott (Der nicänische Glaube)
- SWV 423 — Unser Herr Jesus Christus, in der Nacht (Die Wort der Einsetzung des heiligen Abendmahls)
- SWV 424 — Ich danke dem Herrn von ganzem Herzen (Der 111. Psalm)
- SWV 425 — Danksagen wir alle Gott
- SWV 426 — Meine Seele erhebt den Herren (Magnificat)
- SWV 427 — O süsser Jesu Christ (Des H. Bernhardi Freudengesang)
- SWV 428 — Kyrie eleison, Christe eleison (Die teutsche gemeine Litaney)
- SWV 429 — Aller Augen warten auf dich (Das Benedicite vor dem Essen)
- SWV 430 — Danket dem Herren, denn er ist freundlich (Das Gratias nach dem Essen)
- SWV 431 — Christe fac ut sapiam (Hymnus pro vera sapientia)

### Œuvres de cérémonie
- SWV 432 — 433 - Herr, nun lässest du deinen Diener, Canticum B. Simeonis … nach dem hochseligsten Hintritt … Johann Georgen (Dresden, 1657), pour la mort de Jean-Georges Ier de Saxe, Dresde, 8 octobre 1657
- SWV 434 — Wie wenn der Adler sich aus seiner Klippe schwingt, pour les fiançailles de la princesse Madeleine-Sibylle de Saxe et du duc Frédéric-Guillaume II de Saxe-Altenbourg, Dresde, 1651

### Weihnachtshistorie
Dresde (1664)
- SWV 435 — Weihnachtshistorie (Histoire de la Nativité) : Die Geburt unsers Herren Jesu Christi, Historia, der freuden- und gnadenreichen Geburt Gottes und Marien Sohnes, Jesu Christi.

### Œuvres diverses
- SWV 436 — Ego autem sum
- SWV 437 — Veni, Domine
- SWV 438 — Die Erde trinkt für sich (Madrigal)
- SWV 439 — Heute ist Christus der Herr geboren
- SWV 440 — Güldne Haare, gleich Aurore (Canzonetta)
- SWV 441 — Liebster, sagt in süssem Schmerzen
- SWV 442 — Tugend ist der beste Freund
- SWV 443 — Weib, was weinest du (Dialogo per la pascua)
- SWV 444 — Es gingen zweene Menschen hinauf (in dialogo)
- SWV 445 — Ach bleib mit deiner Gnade (authenticité douteuse)
- SWV 446 — In dich hab ich gehoffet, Herr (authenticité douteuse)
- SWV 447 — Erbarm dich mein, o Herre Gott
- SWV 448 — Gelobet seist du, Herr (Gesang der dreyer Menner im feurig Ofen)
- SWV 449 — Herr, unser Herrscher (Psaume 8)
- SWV 450 — Ach Herr, du Schöpfer aller Ding (Madrigal spirituel)
- SWV 451 — Nachdem ich lag in meinem öden Bette
- SWV 452 — Lässt Salomon sein Bette nicht umgeben
- SWV 453 — Freue dich des Weibes deiner Jugend
- SWV 454 — Nun lasst uns Gott dem Herren (authenticité douteuse)
- SWV 455 — Die Himmel erzählen die Ehre Gottes (Psaume 19)
- SWV 456 — Hodie Christus natus est
- SWV 457 — Ich weiss, dass mein Erlöser lebet
- SWV 458 — Kyrie eleison, Christe eleison (Litanie)
- SWV 459 — Saget den Gästen
- SWV 460 — Itzt blicken durch des Himmels Saal (Madrigal)
- SWV 461 — Herr, der du bist vormals genädig gewest
- SWV 462 — Auf dich, Herr, traue ich (Psaume 7)
- SWV 463 — Cantate Domino canticum novum
- SWV 464 — Ich bin die Auferstehung, pour la mort d'Anton Colander (avant 1620)
- SWV 465 — Da pacem Domine
- SWV 466 — Herr, wer wird wohnen in deiner Hütten (Psaume 15)
- SWV 467 — Wo Gott der Herr nicht bei uns hält, sur l'hymne Wo Gott der Herr nicht bei uns hält
- SWV 468 — Magnificat anima mea
- SWV 469 — Surrexit pastor bonus
- SWV 470 — Christ ist erstanden
- SWV 471 — O bone Jesu, fili Mariae
- SWV 472 — Herr Gott, dich loben wir (authenticité douteuse)
- SWV 473 — Wo der Herr nicht das Haus bauet (Psaume 127)
- SWV 474 — Ach wie soll ich doch in Freuden leben
- SWV 475 — Veni, Sancte Spiritus
- SWV 476 — Domini est terra
- SWV 477 — Vater Abraham, erbarme dich mein (Dialogus divites Epulonis cum Abrahamo)
- SWV 478 — Die sieben Wortte unsers lieben Erlösers und Seeligmachers Jesu Christi, Da Jesus an dem Kreuze stund (Die sieben Worte Jesu Christi am Kreuz - Les Sept Paroles de Jésus-Christ en croix)

### Passions
- SWV 479 — Historia des Leidens und Sterbens unsers Herrn und Heylandes Jesu Christi nach dem Evangelisten S. Matheum, 1666, Das Leiden unsers Herren Jesu Christi, wie es beschreibet der heilige Evangeliste Matthaeus (Passion selon saint Matthieu)
- SWV 480 — Historia des Leidens und Sterbens … Jesu Christi nach dem Evangelisten St. Lucam, Das Leiden unsers Herren Jesu Christi, wie uns das beschreibet der heilige Evangeliste Lucas (Passion selon saint Luc)
- SWV 481 — Historia des Leidens und Sterbens … Jesu Christi nach dem Evangelisten St. Johannem, Das Leiden unsers Herren Jesu Christi, wie uns das beschreibet der heilige Evangeliste Johannes (Passion selon saint Jean)

### Schwanengesang
Opus 13 : Dresde (1671) - Opus Ultimum - Schwanengesang (Chant du cygne)
- SWV 482 — Wohl denen, die ohne Wandel leben - Psaume 119 - Aleph & Beth
- SWV 483 — Tue wohl deinem Knechte, dass ich lebe - Psaume 119 - Gimel & Daleth
- SWV 484 — Zeige mir, Herr, den Weg deiner Rechte - Psaume 119 - He & Vav
- SWV 485 — Gedenke deinem Knechte an dein Wort - Psaume 119 - Dsaïn & Vhet
- SWV 486 — Du trust Guts deinem Knechte - Psaume 119 - Thet & Jod
- SWV 487 — Meine Seele verlanget nach deinem Heil - Psaume 119 - Caph & Lamed
- SWV 488 — Wie habe ich deine Gesetze so lieb - Psaume 119 - Mem & Nun
- SWV 489 — Ich hasse die Flattergeister - Psaume 119 - Samech & Ain
- SWV 490 — Deine Zeugnisse sind wunderbarlich - Pe & Zade
- SWV 491 — Ich rufe von ganzem Herzen - Koph & Resch
- SWV 492 — Die Fürsten verfolgen mich ohn Ursach - Schin & Tav
- SWV 493 — Jauchzet dem Herren, alle Welt - Psaume 100
- SWV 494 — Meine Seele erhebt den Herren (Deutsches Magnificat)

### Autres œuvres
- SWV 495 — Unser Herr Jesus Christus, in der Nacht
- SWV 496 — Esaja, dem Propheten, das geschah
- SWV 497 — Ein Kind ist uns geboren
- SWV 498 — Stehe auf; meine Freundin
- SWV 499 — Tulerunt Dominum meum, et nescio ubi posuerunt eum (Marie de Magdala)
- SWV 500 — An den Wassern zu Babel (Psaume 137)
- SWV 501 — Mit dem Amphion zwar mein Orgel und mein Harfe (Klag-Lied), pour la mort de Magdalena Schütz, femme de compositeur, Dresde, 6 septembre 1625

### Œuvres non cataloguées
- A1 — Vier Hirtinnen, gleich jung, gleich schon
- A2 — Ach Herr, du Sohn David (authenticité douteuse)
- A3 — Der Gott Abraham (authenticité douteuse)
- A4 — Stehe auf, meine Freundin (œuvre déjà cataloguée au SWV 498)
- A5 — Benedicam Dominum in omni tempore (authenticité douteuse)
- A6 — Freuet euch mit mir (authenticité douteuse)
- A7 — Herr, höre mein Wor (authenticité douteuse)
- A8 — Machet die Tore weit (authenticité douteuse)
- A9 — Sumite psalmum (authenticité douteuse)
- A10 — Dominus illuminatio mea (authenticité douteuse)
- A11 — Es erhub sich ein Streit (authenticité douteuse)

### Œuvres perdues[1]
- Dafne (Torgau, 1627)[2],[3] — le premier opéra allemand[4], sur un texte allemand de Martin Opitz, lui-même adapté de l'opéra italien Dafne d'Ottavio Rinuccini.
- Orpheus und Eurydike (Dresden, 1638)[5] — ballet fondé sur le mythe d'Orphée et Eurydice, sur un livret d'August Buchner[5],[6].
- Paris und Helena, un ballet chanté en cinq actes sur un livret de David Schirmer pour le double mariage à Dresde des frères Maurice de Saxe-Zeitz et Christian Ier de Saxe-Mersebourg.